# High Contrast
High Contrast (właśc. Lincoln Barrett; ur. 18 września 1979 w Penarth) – walijski muzyk, kompozytor muzyki drum and bass. W młodości bardziej zainteresowany filmem, na muzyce skupił się po wysłuchaniu "Arabian Nights" J Majika. To z kolei zainspirowało go do tworzenia własnych nagrań. W 2002 roku, nakładem renomowanej oficyny Hospital, ukazał się jego debiutancki album True Colours, który wstrząsnął całą sceną drum’n’bass. Brzmienie, które doskonale oddają singlowe wydawnictwa Return of Forever i Global Love krytycy określili mianem liquid funk lub też drum’n’bassowym disco XXI wieku. Jego wysoką pozycję utwierdził drugi album zatytułowany High Society, na którym artysta połączył drum’n’bass z sambą, jazzem, bossa nova, 2 step czy hip-hop.
High Contrast, którego brzmienie stało się jednym z wiodących gatunków w tym nurcie, jest obecnie jednym z najbardziej rozchwytywanych dj-ów i producentów sceny drum’n’bass. Artysta sukcesy przyjmuje na trzeźwo. Jest całkowitym abstynentem: nie pije, nie pali, nie je mięsa i nie zażywa narkotyków. Za to świetnie tańczy. Nauczył go ojciec, były menadżer Shakin’ Stevensa.

## Dyskografia
Single: 
- Passion/ Full Intention (25.06.2001) Hospital Records
- Make It Tonight/ Marmaid Scar (05.11.2001) Hospital Records
- Return of Forever / So Confused (25.02.2002) Hospital Records
- Global Life (20.05.2002) Hospital Records
- Music Is Everything (18.11.2002) Hospital Records
- Basement Track (2003)
- The First Note Is Silent (with Tiësto and Underworld) (2011)
- The Agony & The Ecstasy (feat. Selah Corbin) (13.02.2012) Hospital Records
- Spectrum Analyser / Some Things Never Change (11.02.2013) Hospital Records
- Who's Loving You (feat. Claire Maguire) (30.10.2014) Virgin EMI Records
- How Love Begins (with DJ Fresh and Dizzee Rascal) (2016) Ministry of Sound
- Calling My Name (2016) Hospital Records
- Remind Me (08.04.2016) 3 Beat Records
- Questions (with Boy Matthews) (17.03.2017) 3 Beat Records
- Shotgun Mouthwash (26.05.2017) 3 Beat Records
- The Beat Don't Feel The Same (with Boy Matthews) (21.07.2017) 3 Beat Records
- God Only Knows (07.09.2018) 3 Beat Records

Albumy: 
- True Colours (10.06.2002) Hospital Records
- High Society – (20.09.2004) Hospital Records
- Tough Guys Don't Dance – (01.10.2007) Hospital Records
- Confidential – (29.04.2009) Hospital Records
- The Agony & The Ecstasy – (27.02.2012) Hospital Records
- Night Gallery – (06.10.2017) 3 Beat Records

Kompilacje: 
- What's The Story, Suddenly – Plastic Surgery / Hospital Records
- Mixmag Live (2005) – Mixmag Live Records
- Fabric Live 25 (2006) – Fabric